# Калаури (Гурджанский муниципалитет)
Калаури (груз. კალაური) — село в Грузии.
Находится в Гурджаанском муниципалитете края Кахетия. Высота над уровнем моря составляет 550 метров.
Население — 1976 человека (2014).
В окрестностях села находятся виноградники — поставщики виноматериала для вина сорта «Вазисубани».